# Meteorkratermuseum

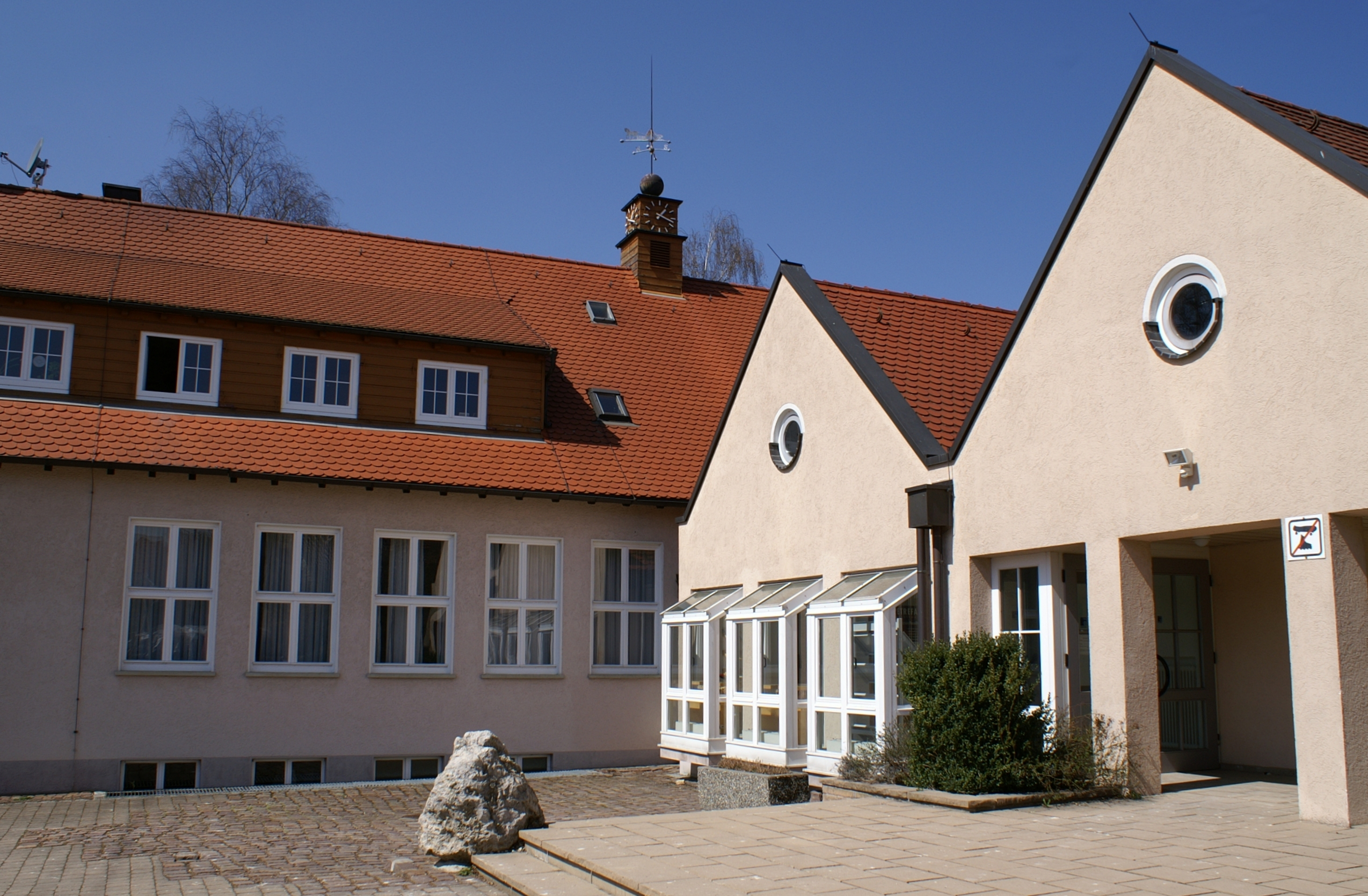
Meteorkratermuseum

Das Meteorkratermuseum im Ortsteil Sontheim von Steinheim am Albuch ist ein Naturkundemuseum zum Meteoritenkrater Steinheimer Becken. Es ist eines von nur wenigen Museen weltweit, die sich Meteoritenkratern widmen. Seit 2005 ist das Museum außerdem eine von 26 Infostellen des Geoparks Schwäbische Alb.

## Exponate und Präsentation
Direkt nach dem Eingang zur Ausstellung befindet sich ein kleiner Filmvorführraum, in dem ein ca. 20-minütiger Dokumentarfilm über das Steinheimer Becken und seine Geschichte gezeigt wird. Ein Diorama mit lebensgroßen Repliken ausgestorbener Tiere vermittelt das Bild einer mutmaßlichen Uferlandschaft am Kratersee, der nach dem Einschlag entstand und etwa eine Million Jahre existierte. Darüber hinaus besteht das Museum im Wesentlichen aus zwei Ausstellungsräumen.
Der erste Raum ist der Geologie gewidmet. Informiert wird über den Meteoriteneinschlag vor rund 15 Millionen Jahren, die geologische Geschichte des Kraters bis heute und die Geschichte seiner Erforschung. Präsentiert werden Ausstellungsexponate, Fotos und beschriftete Schautafeln.
Der zweite Raum stellt die Ergebnisse der paläontologischen Erforschung des Steinheimer Beckens dar. Ausgestellt werden im Becken gefundene Fossilien, von kleinsten Süßwasserschnecken (Steinheimer Schneckensand) bis hin zu den Überresten damals lebender Nashorn- und Elefantenarten. Die Exponate werden ergänzt durch gemalte Szenen des damaligen Lebens im Krater bzw. am Rand des Kratersees.
Das Museum verfügt weiterhin über einen Präparationsraum, in dem Besucher unter fachkundiger Anleitung ihre selbst im Becken gefundenen Fossilien präparieren können. Die wissenschaftliche Betreuung des Museums erfolgt über das Staatliche Museum für Naturkunde Stuttgart.
Das Meteokratermuseum ist auch der Ausgangspunkt für einen geologischen Lehrpfad durch das Steinheimer Becken, der den Besuchern die Besonderheiten des Impakt-Kraters an verschiedenen Stationen näher bringt.

## Bilder

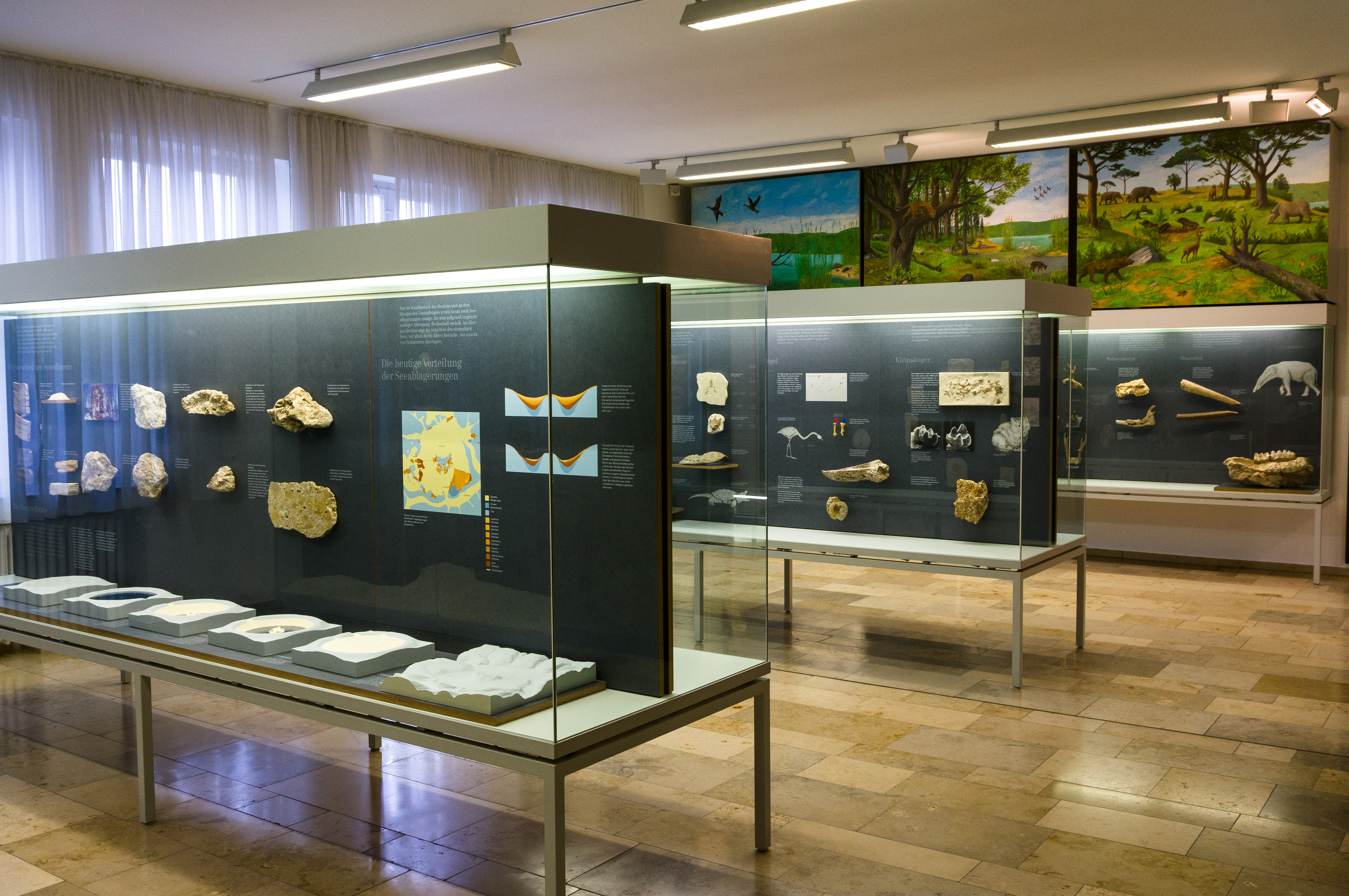
Ausstellungsraum
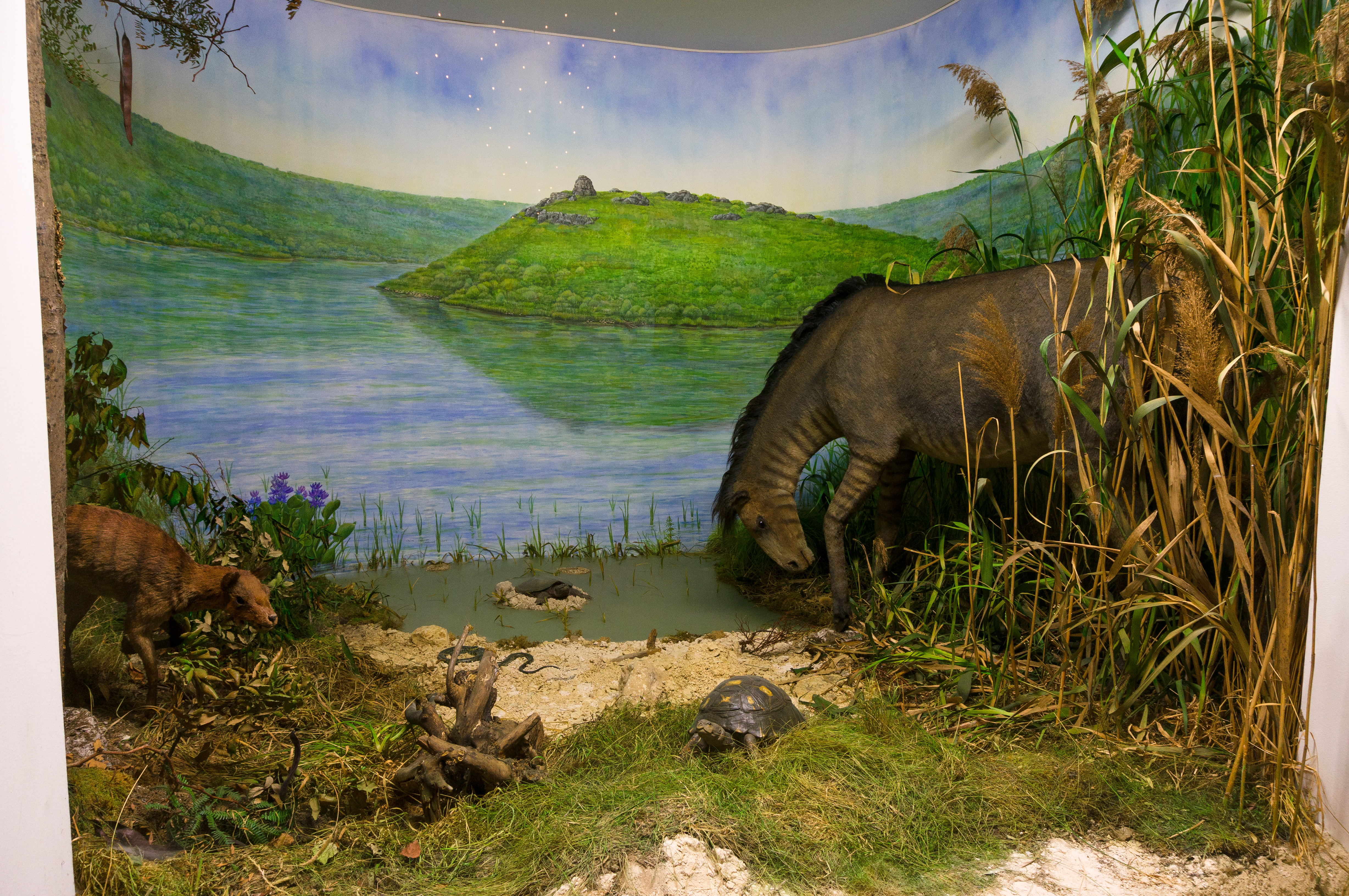
Diorama mit Szene am Kratersee